# ويليامسبورت (أوهايو)
ويليامسبورت (بالإنجليزية: Williamsport, Ohio)‏ هي منطقة سكنية تقع في الولايات المتحدة في مقاطعة بيكاواي، أوهايو. يقدر عدد سكانها بـ 1,023 نسمة ومساحتها 4.77 كم2 .

## التركيبة السكانية
قام مكتب تعداد الولايات المتحدة بتحديد بيانات التركيبة السكانية لويليامسبورت في تعداد الولايات المتحدة. في ما يلي، التركيبة السكانية حسب تعدادي 2000 و2010.

### تعداد عام 2000
بلغ عدد سكان ويليامسبورت 1,002 نسمة بحسب تعداد عام 2000، وبلغ عدد الأسر 355 أسرة وعدد العائلات 275 عائلة مقيمة في القرية. في حين سجلت الكثافة السكانية 747.3 نسمة لكل ميل مربع (288.5/كم2). وبلغ عدد الوحدات السكنية 376 وحدة بمتوسط كثافة قدره 280.4 نسمة لكل ميل مربع (108.3/كم2).
وتوزع التركيب العرقي للقرية بنسبة 98.70% من البيض و 0.20% من الأمريكيين الأصليين و 0.70% من الأمريكيين الأفارقة و 0.30% من عرقين مختلطين أو أكثر.
بلغ عدد الأسر 355 أسرة كانت نسبة 44.8% منها لديها أطفال تحت سن الثامنة عشر تعيش معهم، وبلغت نسبة الأزواج القاطنين مع بعضهم البعض 55.8% من أصل المجموع الكلي للأسر، ونسبة 19.2% من الأسر كان لديها معيلات من الإناث دون وجود شريك، وكانت نسبة 22.3% من غير العائلات. تألفت نسبة 19.7% من أصل جميع الأسر من أفراد ونسبة 9.6% كانوا يعيش معهم شخص وحيد يبلغ من العمر 65 عاماً فما فوق. وبلغ متوسط حجم الأسرة المعيشية 3.19، أما متوسط حجم العائلات فبلغ 2.78.
بلغ العمر الوسطي للسكان 32 عاماً. وكانت نسبة 32.2% من القاطنين تحت سن الثامنة عشر، وكانت نسبة 7.4% بين الثامنة عشر والأربعة وعشرون عاماً، ونسبة 30.6% كانت واقعةً في الفئة العمرية ما بين الخامسة والعشرون حتى والأربعة وأربعون عاماً، ونسبة 20.5% كانت ما بين الخامسة والأربعون حتى الرابعة والستون، ونسبة 9.3% كانت ضمن فئة الخامسة والستون عاماً فما فوق. يوجد لكل 100 أنثى 86.6 ذكر، ويوجد لكل 100 أنثى في الثامنة عشر من عمرها فما فوق 83.5 ذكر.
بلغ متوسط دخل الأسرة في القرية 31,083 دولار، أما متوسط دخل العائلة فبلغ 32,292 دولار. وكان متوسط دخل الذكور 28,333 دولار مقابل 25,417 دولار للإناث. وسجل دخل الفرد الخاص بالقرية 14,115 دولار. وكانت نسبة 20.0% من العائلات ونسبة 22.7% من السكان تحت خط الفقر، وكان من هؤلاء نسبة 36.1% تحت سن الثامنة عشر ونسبة 20.2% في الخامسة والستين من العمر وما فوق.

### تعداد عام 2010
بلغ عدد سكان ويليامسبورت 1,023 نسمة بحسب تعداد عام 2010، وبلغ عدد الأسر 342 أسرة وعدد العائلات 272 عائلة مقيمة في القرية. في حين سجلت الكثافة السكانية 565.2 نسمة لكل ميل مربع (218.2/كم2). وبلغ عدد الوحدات السكنية 377 وحدة بمتوسط كثافة قدره 208.3 لكل ميل مربع (80.4/كم2).
وتوزع التركيب العرقي للقرية بنسبة 97.7% من البيض و 0.2% من الأمريكيين الأصليين و 0.3% من الأمريكيين الأفارقة و 1.7% من عرقين مختلطين أو أكثر.
بلغ عدد الأسر 342 أسرة كانت نسبة 50.0% منها لديها أطفال تحت سن الثامنة عشر تعيش معهم، وبلغت نسبة الأزواج القاطنين مع بعضهم البعض 54.7% من أصل المجموع الكلي للأسر، ونسبة 17.0% من الأسر كان لديها معيلات من الإناث دون وجود شريك، بينما كانت نسبة 7.9% من الأسر لديها معيلون من الذكور دون وجود شريكة وكانت نسبة 20.5% من غير العائلات. تألفت نسبة 17.0% من أصل جميع الأسر من أفراد ونسبة 8.7% كانوا يعيش معهم شخص وحيد يبلغ من العمر 65 عاماً فما فوق. وبلغ متوسط حجم الأسرة المعيشية 3.30، أما متوسط حجم العائلات فبلغ 2.99.
بلغ العمر الوسطي للسكان 30.5 عاماً. وكانت نسبة 34% من القاطنين تحت سن الثامنة عشر، وكانت نسبة 8.8% بين الثامنة عشر والأربعة وعشرون عاماً، ونسبة 27.2% كانت واقعةً في الفئة العمرية ما بين الخامسة والعشرون حتى والأربعة وأربعون عاماً، ونسبة 21.2% كانت ما بين الخامسة والأربعون حتى الرابعة والستون، ونسبة 8.8% كانت ضمن فئة الخامسة والستون عاماً فما فوق. وتوزع التركيب الجنسي للسكان بنسبة 48.2% ذكور و51.8% إناث.

## الموقع الجغرافي
الموقع الجغرافي للمناطق المحيطة بهذه النقطة هو كالتالي: